# 海河
海河（かいが、簡体字: 海河, 拼音: Hǎi Hé）は、中華人民共和国を流れる大きな河川のひとつ。華北でも最大級の川で、北京市と天津市の全域、河北省の大部分、河南省・山東省・山西省・内モンゴル自治区のそれぞれ一部を流域に含み、渤海へと流入する。

## 流域
天津市域で5つの河川が合流して海河となる。すなわち、北運河、南運河、大清河、子牙河および永定河である。南運河は杭州から北京に至る大運河の一部で、山西省の太行山脈から流れる衛河の下流部分を利用して建設されており、山東省聊城市・臨清市の衛河合流点から天津市までの524kmを流れる。北運河も大運河の一部をなし、北京市北西の昌平区の燕山山脈から流れる温楡河が北京の東南の通州区（通県）で北運河と名を変え、北京から天津までを結ぶ大運河の一部をなす。北運河は北京から渤海に出る水路として重要であり、途中で北京東部の重要な水路である潮白河（潮河と白河の合流で形成される）とも合流していたため、近代初期の西洋人には海河全体が白河（はくが、Bái Hé、古い資料では Pei Ho）と呼ばれていた。

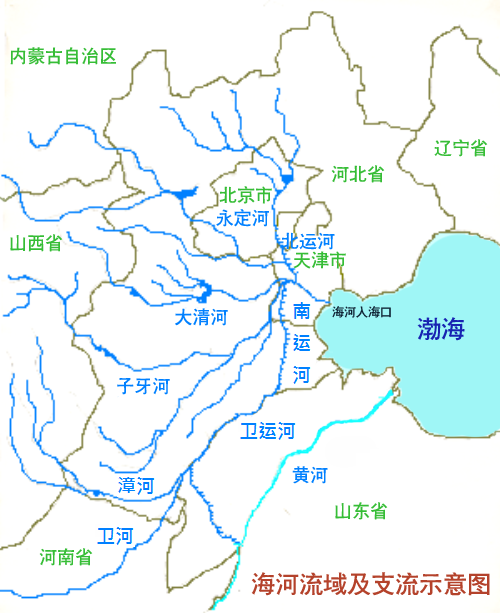
海河水系の地図

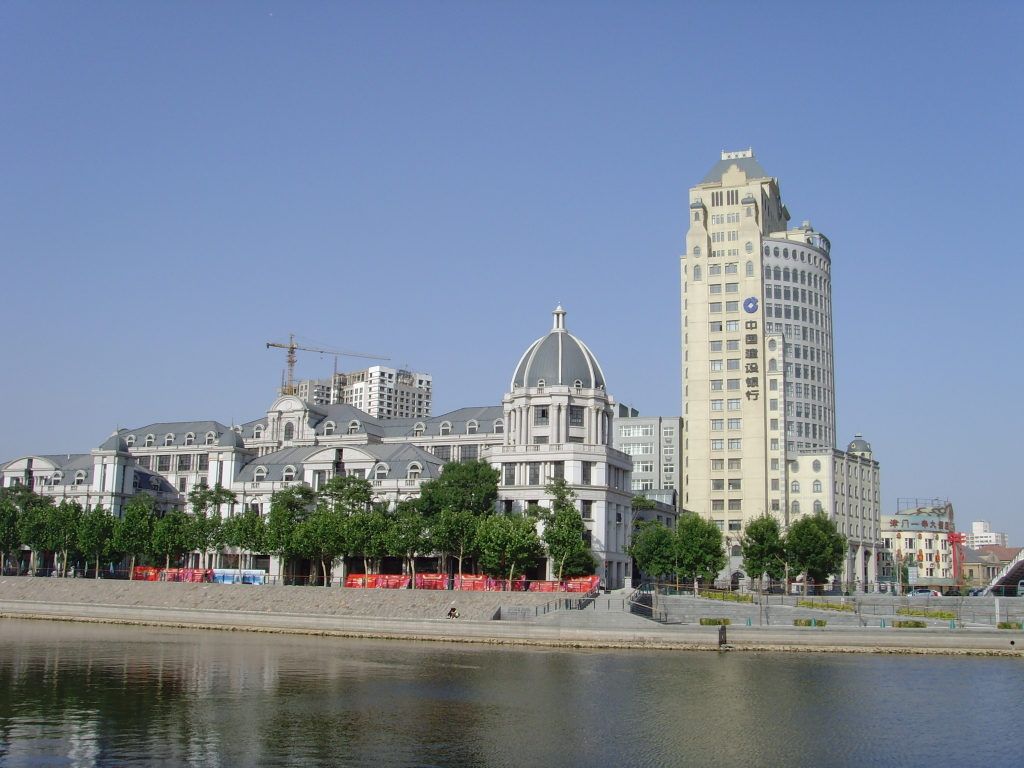
天津市河北区（旧オーストリア・ハンガリー帝国租界）を流れる海河

最長の支流・濁漳河の源流から河口までの距離は1,329kmに達するが、天津（子牙河と北運河の合流点、天津市内の金剛橋三叉河口）から河口（浜海新区の大沽口）までの海河本流の長さはわずか73km、直線距離では50km足らずである。三叉河口は天津市の紅橋区・河北区・南開区の交わる地点にあり、ここから下流では右岸は河東区と東麗区、左岸は和平区・河西区・津南区となる。最下流部は浜海新区（旧塘沽区）に属し、大きな港湾、化学工場、造船所などが集中する。流域面積は32万平方km近くになり、1億2400万人が生活する。
海河は、天津で加わる南運河を通じて大運河と連絡しており、黄河水系や長江水系にもつながっている。海河水系の衛河・子牙河・永定河・海河はかつては合流せずに別々の河口で渤海に注いでいたが、北京へ向かう大運河の建設と同時に、水運でより多くの河川をつなぐために下流部分が付け替えられ天津付近でひとつに合流するようになった。

## 土砂と治水
海河下流は低地帯であり、満潮時には川の水は下流から上流へ逆流し、干潮時には上流から下流へ流れる。海の潮汐と川の流れが一致することが「海河」の名の由来である。明末期の科学者・農学者である徐光啓は華北に水稲を導入した際、まず海河下流域で栽培に成功し、生長期が長く品質も良い「小站稲」(現在の天津市津南区にある小站鎮の名にちなむ）は有名になり海河下流は水田地帯になった。しかし海水が水田に逆流して稲を枯らすのを防ぐため、1959年には攔河大壩という河口堰が造られている。
黄河同様、海河も粉末状の黄土の多い地域を流れてくるため、流水の中には相当量の土砂が混じっている。下流では自然堤防や川床に堆積した土砂のために天井川になっており洪水が起きやすい。さらに5つの大きな支流に対して、水深の浅い河口がひとつしかないため洪水はより起こりやすく、より大きくなる。
海河の流域の地形は、高い太行山脈から平坦な華北平原へ直接つながっており落差が激しい。華北では年平均降水量は少ない反面、雨量が夏の一時期に集中する。7月や8月に太行山脈の山麓で豪雨が起こると、平原部に入ったところで河川の流れが急に緩やかになるため洪水が発生し土砂が堆積する。このため平原では河道は広く浅く、流路も何度も変わっている。
記録によれば、明朝が成立し北京に遷都した1368年から中華人民共和国が成立した1949年までに海河流域では387回の大規模な水害と407回の大規模な旱害が起きている。支流のひとつ永定河は、河道が常に定まらないことからもとは「無定河」と名づけられていたが、皇帝が大きな洪水が起こらないよう祈願して永定河と改名させた。
1939年には大洪水で津浦鉄道が破壊され、天津市街は水につかり中心部の和平区の低地帯では水深が2mに達し2ヶ月近く水が引かなかった。1963年には太行山脈で7日に渡り豪雨が続き、衡水市付近は洪水で海のようになった。天津の工業地帯を守るため上流で堤防が壊され、上海や広州と北京とを結ぶ京広鉄道や京滬鉄道は水没した。こうした被害が相次いだことから、毛沢東は穀倉地帯である河北省や北京・天津などの大都市を守るために海河の治水を指令した。
これにより上流には多くのダムが、下流には増水時に水を海へ直接流す放水路が建設された。たとえば、潮白河には潮白新河という放水路が造られており、現在は北運河には合流していない。海河流域では1963年以後大水害は起きていない。

## 水不足と環境

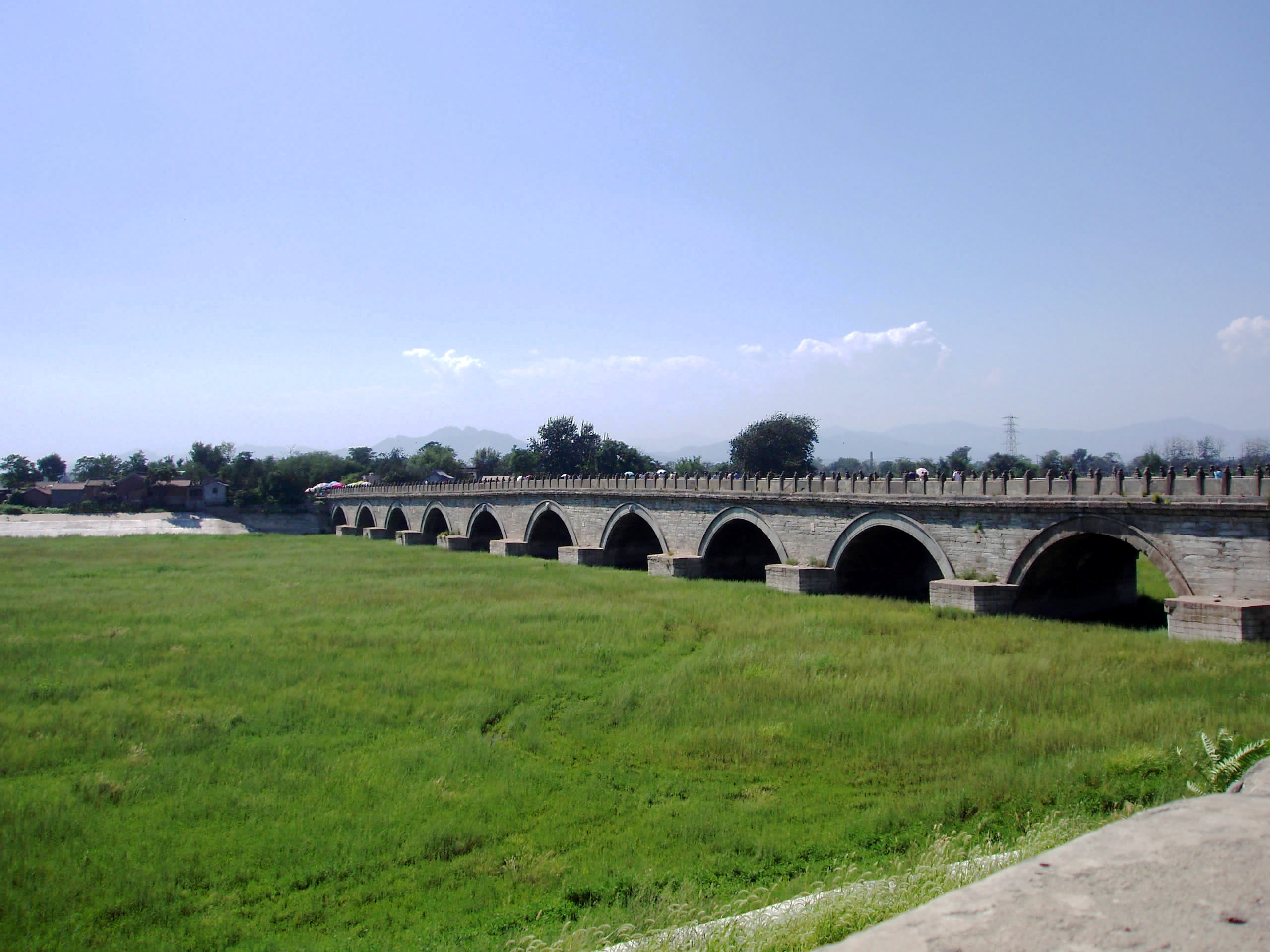
永定河に架かる盧溝橋。橋の下には水がまったく流れていない

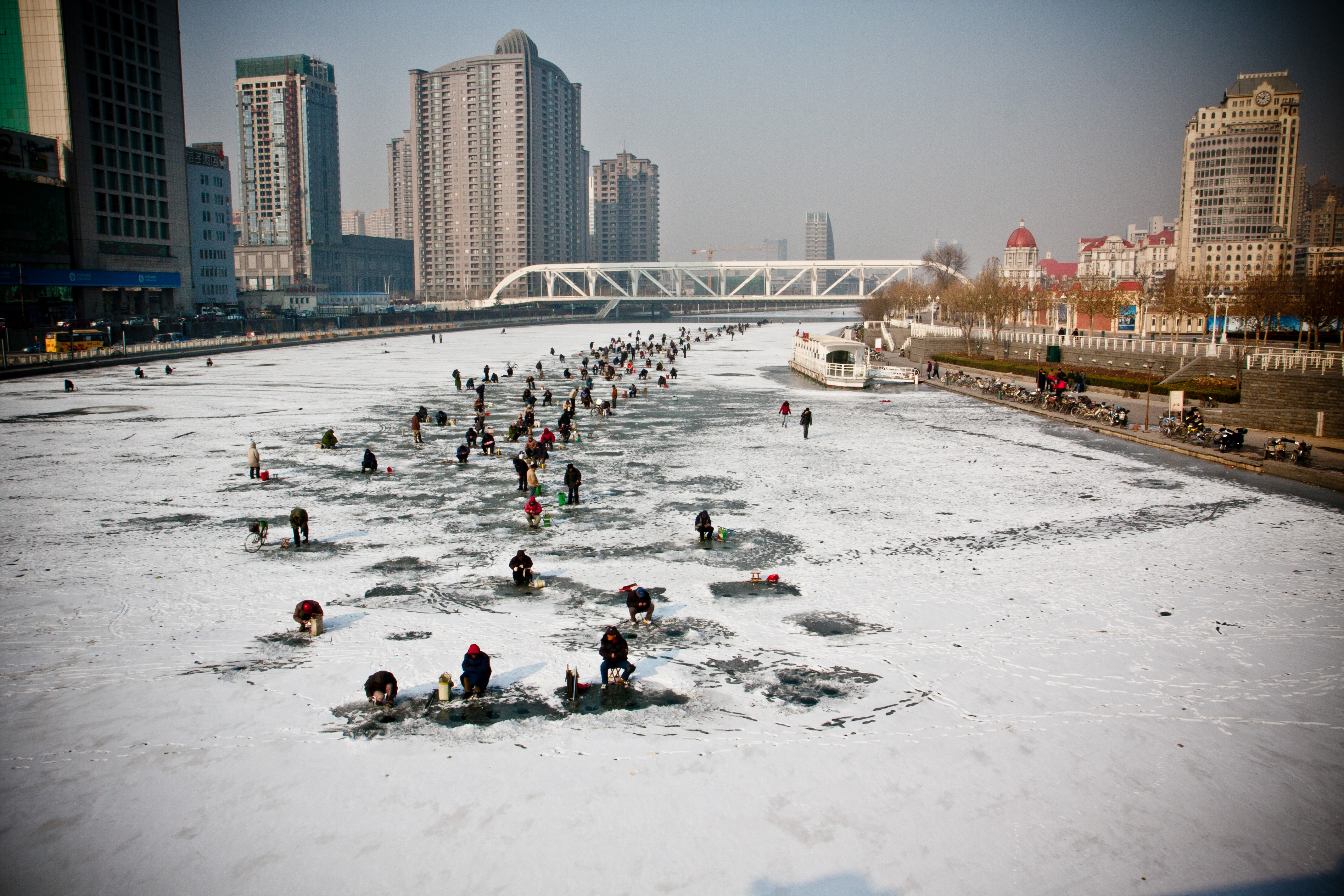
冬に凍結した海河で氷に穴をあけて穴釣りを楽しむ人々

海河の流域面積は32万平方km近くであるが水量は少なく、年間水量は黄河の半分、長江の30分の1に過ぎず、年々水不足が深刻化している。
1970年代以後、海河の上流にある都市では急速な工業化・都市化により取水量が増加し、上水道建設のため支流に多数の中小のダムが建設された。また大型ダムも次々と建設されている。たとえば北京に水を供給する密雲ダム・官庁ダム・十三陵ダム、保定市に水を供給する西大洋ダム・王快ダム、石家荘市の水源となる黄壁荘ダム・崗南ダム、邢台市の水源となる朱荘ダム、邯鄲市の水源となる岳城ダム、安陽市林県に水を供給する紅旗渠などがあげられる。
こうした取水量増加や、上流での砂漠化・雨量減少により、海河の流量は急速に減少している。小さな支流の多くや一部の大きな支流では年間のほとんどの期間は水が流れていない。流量の減少により河川の汚染も深刻になっている。華北平原では地下水を汲んで農業用水を確保しているが、汲み上げ過ぎて地下水位も下がっている。
水不足解決のため、1982年には華北平原の第二の大河である灤河の水を天津へ引水する計画「引灤入津工程」が開始された。1983年に竣工したこの用水路により天津には毎年10億立方mの水が供給され水不足は部分的に解消した。また河口の閘門を閉じることにより、引水した地点から河口までの間は大きなダムのような状態になった。しかし、海河と灤河の河口では渤海へ川の水を放流するだけで海水が遡上しなくなったため、汽水域の生態系や漁業に大きな打撃となった。かつて天津の三叉河口あたりでは「金眼銀魚」と呼ばれる銀魚が獲れ、また天津郊外の勝芳ではカニ（螃蟹）が多く、太湖や陽澄湖など長江デルタの豊かな水域にも匹敵する品質の高い水産物が有名であったが、どれも現在では姿を見なくなってしまった。
海河の支流では干上がった川が多く、猛烈な都市化が進むなかで水不足は華北の発展の足を引っ張る問題になっている。南水北調プロジェクトでは、長江水系の水を海河流域へも回すことで問題の緩和を目指している。

## 支流
海河水系は5方面の支流に分かれる。主な支流は下記の通り。
北方面
- 北運河（中国語版） - 京杭大運河の一部。
  - 薊運河（中国語版）
  - 潮白河（中国語版）

北西方面
- 永定河
  - 桑乾河
  - 洋河

西方面
- 大清河

南西方面
- 子牙河
  - 滏陽河
  - 滹沱河

南方面
- 南運河（中国語版） - 京杭大運河の一部。
  - 衛河
  - 漳河